# Anomis kebeensis
Anomis kebeensis là một loài bướm đêm trong họ Erebidae.